# Flik 50
La Fliegerkompanie 50 (abbreviata in Flik 50) era una delle squadriglie della Kaiserliche und Königliche Luftfahrtruppen.

## Storia

### Prima guerra mondiale
La squadriglia fu creata a Strasshof an der Nordbahn in Austria e, dopo essersi addestrata il 21 giugno 1917, fu inviata al fronte rumeno, dove era di stanza a Bistrița. Poco dopo, furono portati sul fronte russo (Kolomyja) e poi in Italia (Haidenschaft). Il 25 luglio 1917, l'intera forza aerea fu riorganizzata; in questo periodo, aveva compiti Divisionali (Divisions-Kompanie 50, Flik 50D). Al 24 ottobre la Flik 50/D era a Maria Au (vicino ad Ajdussina) al comando dell'Oblt Viktor Breitenfelder nell'Isonzo Armee quando ha partecipato alla Battaglia di Caporetto.
Nell'autunno del 1918, con una nuova riorganizzazione divenne da caccia e da difesa (Schutzflieger- und Schlachtflieger-Kompanie 50, Flik 50S) quando era a Rivarotta di Pasiano di Pordenone (anche chiamato San Martino, località vicina a Tremeacque di Mansuè) senza aerei.
Dopo la guerra, l'intera aviazione austriaca fu liquidata.